# パト・マチェテ
パト・マチェテ（本名：パトリシオ・チャパ・エリザルデ、1975年10月6日 - ）は、メキシコのラッパー、作家、活動家である。Control Macheteの一員だった。

## ディスコグラフィー

### スタジオ・アルバム
- Contrabanda（2008年）
- 33（2012年）
- Rifa! (2016年)